# Saint-Vincent-Jalmoutiers
Saint-Vincent-Jalmoutiers là một xã, nằm ở tỉnh Dordogne vùng Aquitaine của Pháp. Xã này có diện tích 16,21 km², dân số năm 2007 là 260 người. Xã nằm ở khu vực có độ cao trung bình 50 m trên mực nước biển.

## Hành chính
| Danh sách các xã trưởng                |            |               |      |         |
| Giai đoạn                              | Giai đoạn  | Tên           | Đảng | Tư cách |
| 1990                                   | đương chức | Robert Denost | DVG  | hưu trí |
| Tất cả các dữ liệu trước đây không rõ. |            |               |      |         |

## Thông tin nhân khẩu
| Năm    | 1962 | 1968 | 1975 | 1982 | 1990 | 1999 | 2007 |
| ------ | ---- | ---- | ---- | ---- | ---- | ---- | ---- |
| Dân số | 303  | 243  | 247  | 236  | 239  | 213  | 260  |